# Støberiet
Støberiet er et kulturhus og spillested beliggende på Blågårds Plads på Nørrebro i København. Huset beskriver sig selv som en mangfoldig kulturel smeltedigel med musik, teater, film, debat og samvær, og inkluderer en café med WiFi, dagens aviser, hjemmebagt kage og drikkevarer. Der er fast fredagsbar med div. temaer – i maj 2010 f.eks. med elektronisk musik, poetry slam og kunst-fernisering. Herudover afholdes der "folkekøkken" hver onsdag med prisvenlige hhv. vegetariske retter og halal-efterlevende kødretter. Rent spillestedsmæssigt har der været afholdt mange koncerter af hovedsagelig subkulturel art i Støberiet; Punk, undergrunds hip-hop, reggae/sound system, undergrunds-electronica etc. 